# Psychotria vesciculifera
Psychotria vesciculifera är en måreväxtart som beskrevs av Charlotte M. Taylor. Psychotria vesciculifera ingår i släktet Psychotria och familjen måreväxter. Inga underarter finns listade i Catalogue of Life.